# Brottning vid olympiska sommarspelen 1896
Vid olympiska sommarspelen 1896 i Aten avgjordes en brottningsklass. Trots att tävlingen gällde grekisk-romersk stil, så var bengrepp tillåtna.

## Medaljfördelning
| Medaljfördelning |          |      |        |       |        |
| Placering        | Nation   | Guld | Silver | Brons | Totalt |
| 1                | Tyskland | 1    | 0      | 0     | 1      |
| 2                | Grekland | 0    | 1      | 1     | 2      |

## Medaljörer
| Gren                          | Guld                      | Silver                     | Brons                              |
| Grekisk-romersk fri viktklass | Carl Schuhmann · Tyskland | Georgios Tsitas · Grekland | Stephanos Christopoulos · Grekland |

## Deltagande nationer
Totalt deltog fem brottare från fyra länder vid de olympiska spelen 1896 i Aten.
| Plats | Land           | Utövare                 |
| ----- | -------------- | ----------------------- |
| 1.    | Tyskland       | Carl Schuhmann          |
| 2.    | Grekland       | Georgios Tsitas         |
| 3.    | Grekland       | Stephanos Christopoulos |
| 4.    | Storbritannien | Launceston Elliot       |
| 5.    | Ungern         | Momcsilló Tapavicza     |